# Fatima Ahmed Ibrahim
Pour les articles homonymes, voir Ibrahim (homonymie).
Fatima Ahmed Ibrahim (arabe : فاطمة أحمد إبراهيم ; née en 1929 ou 1933 à Omdourman et morte le 12 août 2017 à Londres) est une militante des droits des femmes et leader socialiste soudanaise. Elle est considérée comme l'une des plus grandes féministes arabes du XXe siècle.

## Biographie

### Jeunesse et premiers engagements
Fatima Ahmed Ibrahim est la quatrième enfant dans une fratrie de huit. Ses parents sont instruits. Son père est enseignant et imam. Elle naît en 1929 selon ses proches mais n'est inscrite à l’État civil qu'en 1934.
Elle mène ses premiers combats dès son adolescence en créant un journal intitulé Elra'edda (« La Pionnière ») pour se dresser contre le gouvernement colonial britannique, qu'elle affiche sur les murs de son lycée. Elle participe ensuite à une grève pour protester contre l’annulation des cours de sciences pour les filles. Elle est trop pauvre pour entrer à la faculté mais devient enseignante. Elle co-fonde l'Union des femmes foudanaises  (الاتحاد النسائي السوداني) en 1952, avec une autre militante ; l'un des objectifs de cette union est de défendre les droits civiques des femmes.

### Figure du féminisme au Soudan
Deux ans plus tard, en 1954, elle adhère au Parti communiste soudanais. Elle devient rédactrice en chef de La Voix de la femme (صوت المرأة), pour l'émancipation des femmes soudanaises.
La révolution de 1964 contre Ibrahim Abboud la place comme figure de la société civile. Après la révolution, les femmes gagnent le droit de voter et de se présenter aux élections. Elle est élue députée en 1965, ce qui fait d'elle la première femme députée du Soudan. Elle est membre de la Fédération démocratique internationale des femmes. La même année, elle entre au Comité central du Parti communiste soudanais. Elle contribue à faire adopter une série de lois sur l'égalité : le droit pour les femmes de travailler dans n'importe quel domaine, l'égalité salariale, l’accès à l'enseignement supérieur pour les filles, le droit à des congés maternité rémunérés.
Le Soudan revient à la dictature après la prise de pouvoir par Gaafar Nimeiry en 1969. Le Premier ministre rompt l'alliance passée avec les communistes et engage contre eux une féroce répression. L'époux de Fatima Ahmed Ibrahim, le syndicaliste Alshafie Ahmed Alshiekh, est exécuté. Elle-même est emprisonnée pendant plus de deux ans puis mise sous résidence surveillée jusqu’au renversement de Nimeiry en 1985. Elle sera encore arrêtée lorsqu'elle s’opposera à la politique du Front national islamique du nouveau président Omar el-Béchir (et de Hassan al-Tourabi), qui réduit les droits des Soudanaises. Une forte mobilisation internationale en sa faveur permettra sa libération et son exil, en 1990, vers la Grande-Bretagne, où elle poursuit son engagement pour le communisme et contre l’extrémisme religieux auprès des migrants soudanais.
En 1993, elle reçoit le prix des droits de l'homme des Nations unies.
En 2005, elle retourne au Soudan pour être finalement élue au Parlement.
Elle meurt en 2017 à Londres.